# Ouakara
Ouakara est une commune située dans le département de Bondokuy de la province du Mouhoun au Burkina Faso.

## Histoire
Louis-Gustave Binger y entre le jeudi 17 mai 1888. Il écrit : « Ouakara est un très gros village, comme Bondoukoï. L'élément peul n'y est représenté que par quatre familles. Les abords du village sont entièrement dénudés ; il n'y a que quelques maigres mimosées, ne donnant pas d'ombre. [...] Ce village, qui est à deux petites étapes dans le nord sur la route de Bandiagara, est habité par des Bobo-Niéniégué, des Bobo-Dioula, des Dafina et des Foulbé... ». Binger décrit ensuite le commerce qui s'y pratique.

## Éducation et santé
La commune accueille un centre de santé et de promotion sociale (CSPS).